# Veenendaal
Veenendaal es un municipio y una localidad de la Provincia de Utrecht de los Países Bajos.

## Galería

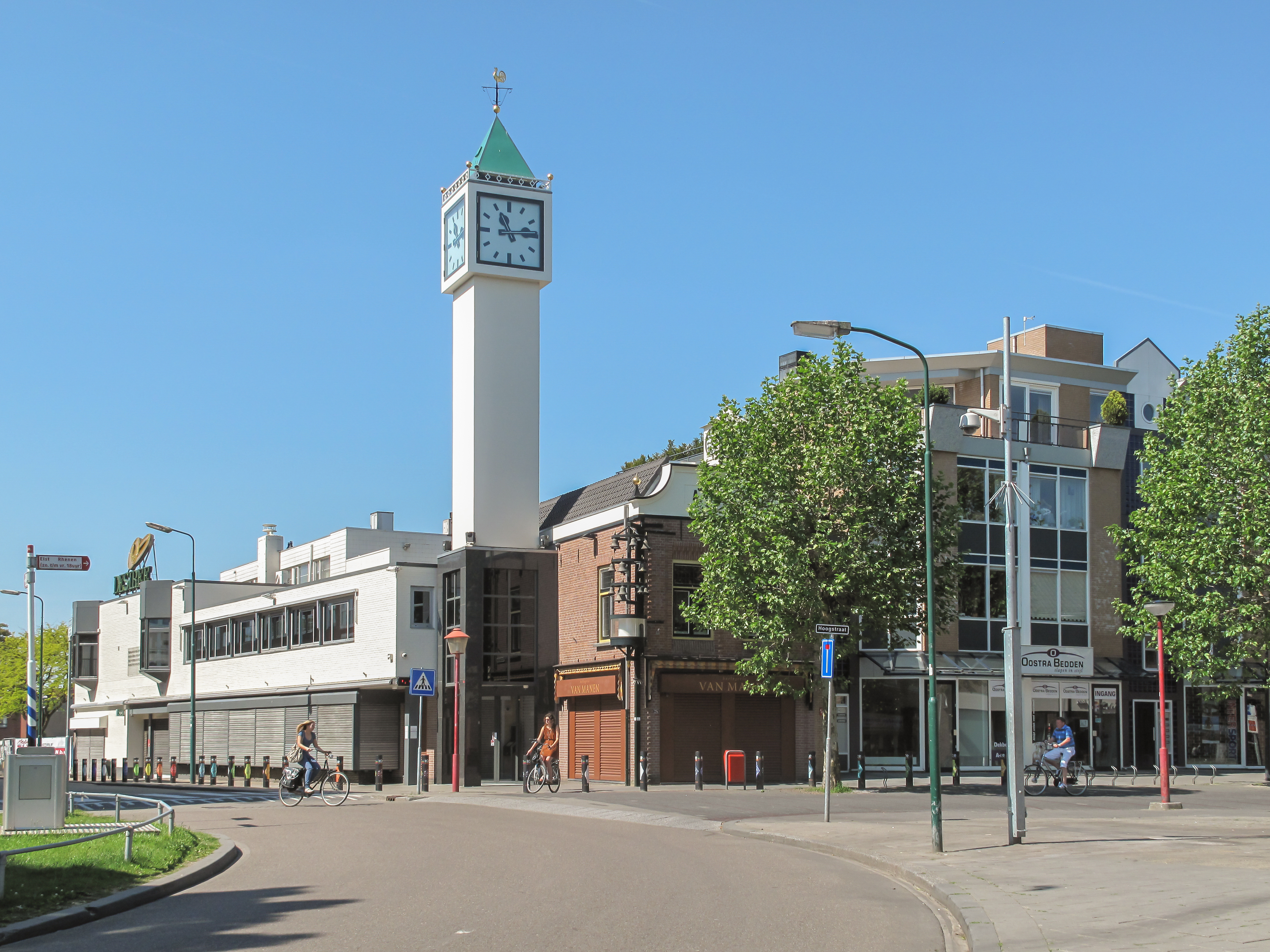
Vista de la calle con una torre
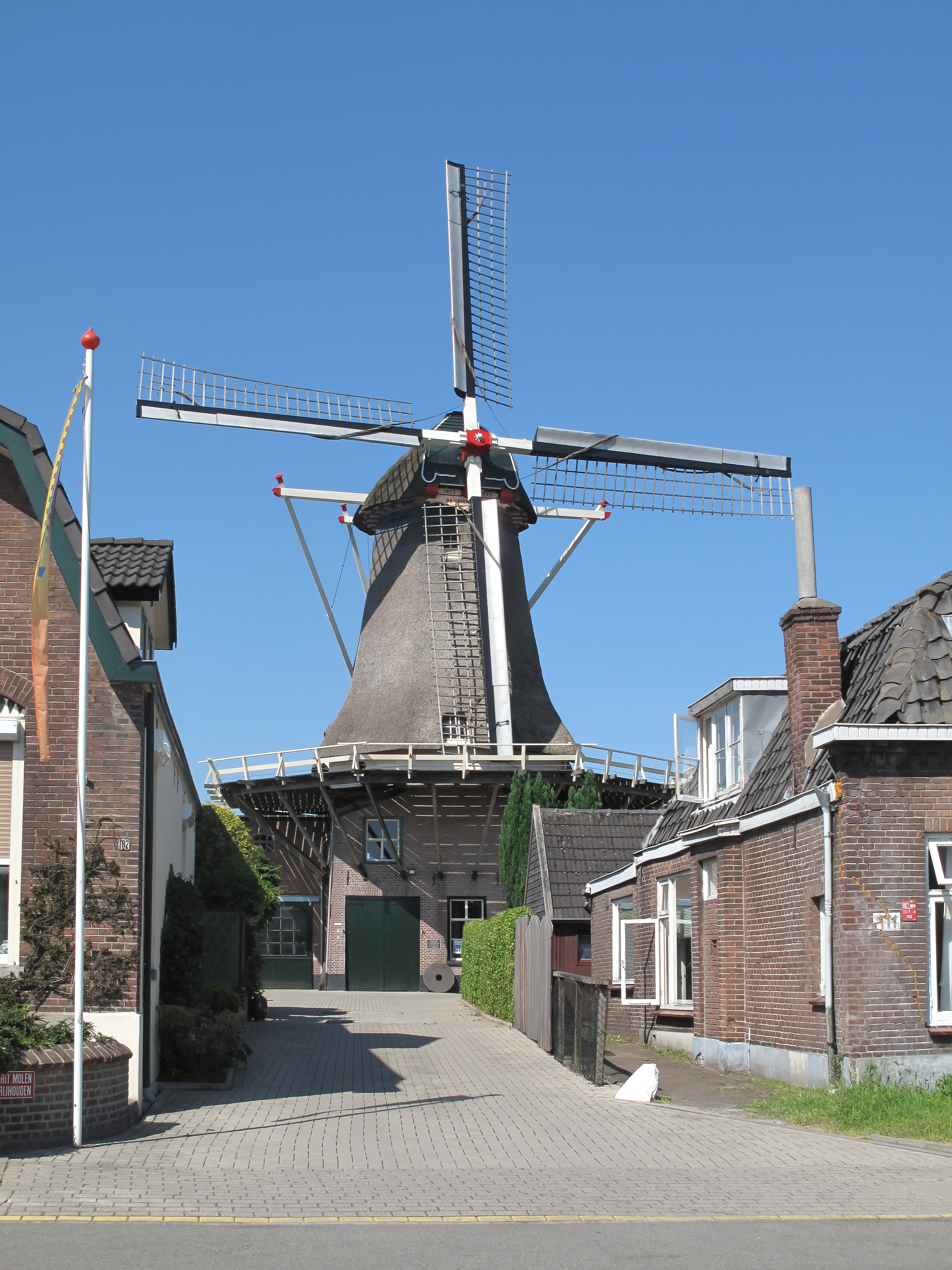
El molino: stellingmolen de Vriendschap
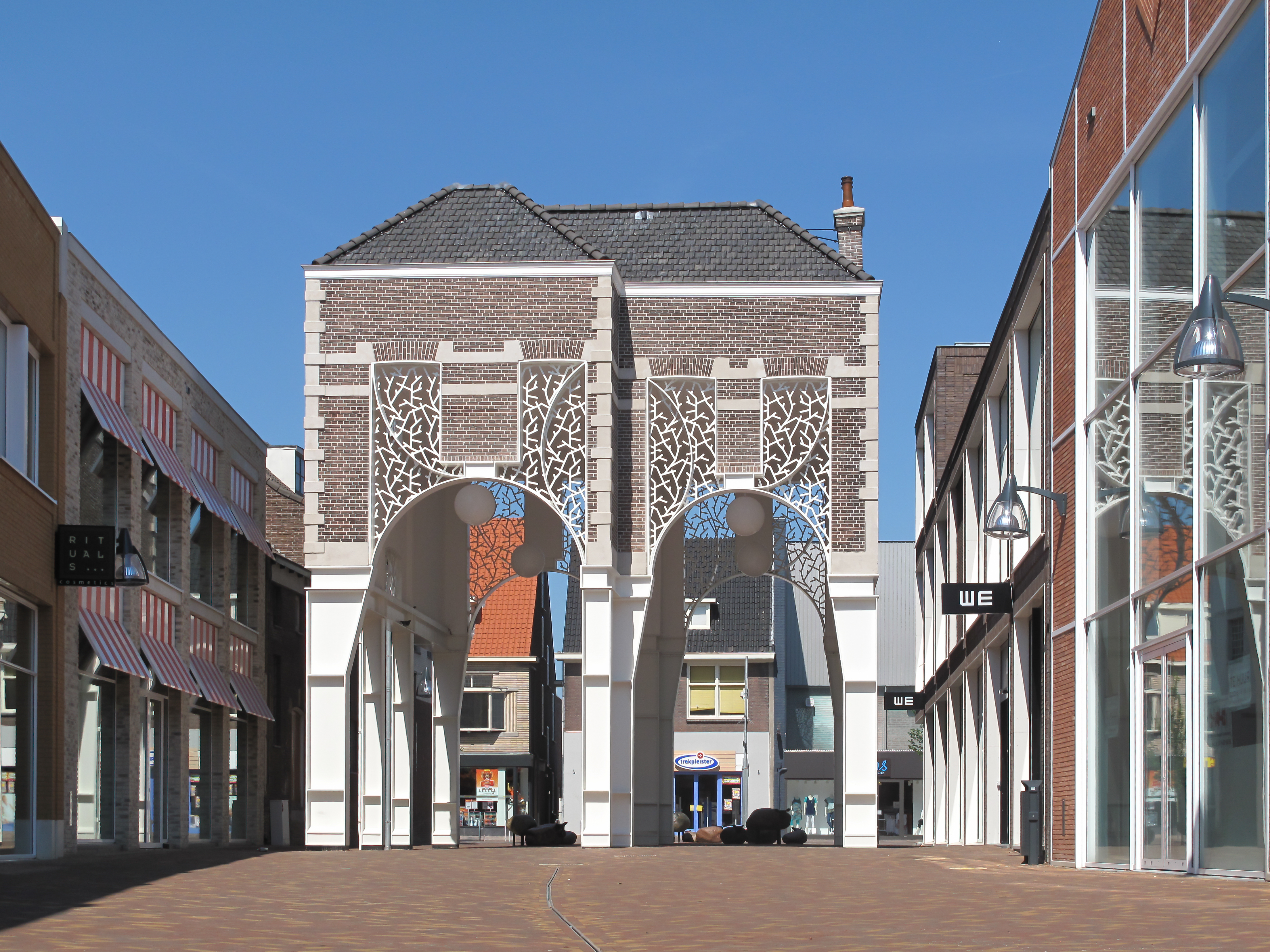
La puerta: la Bernard van Kreelpoort
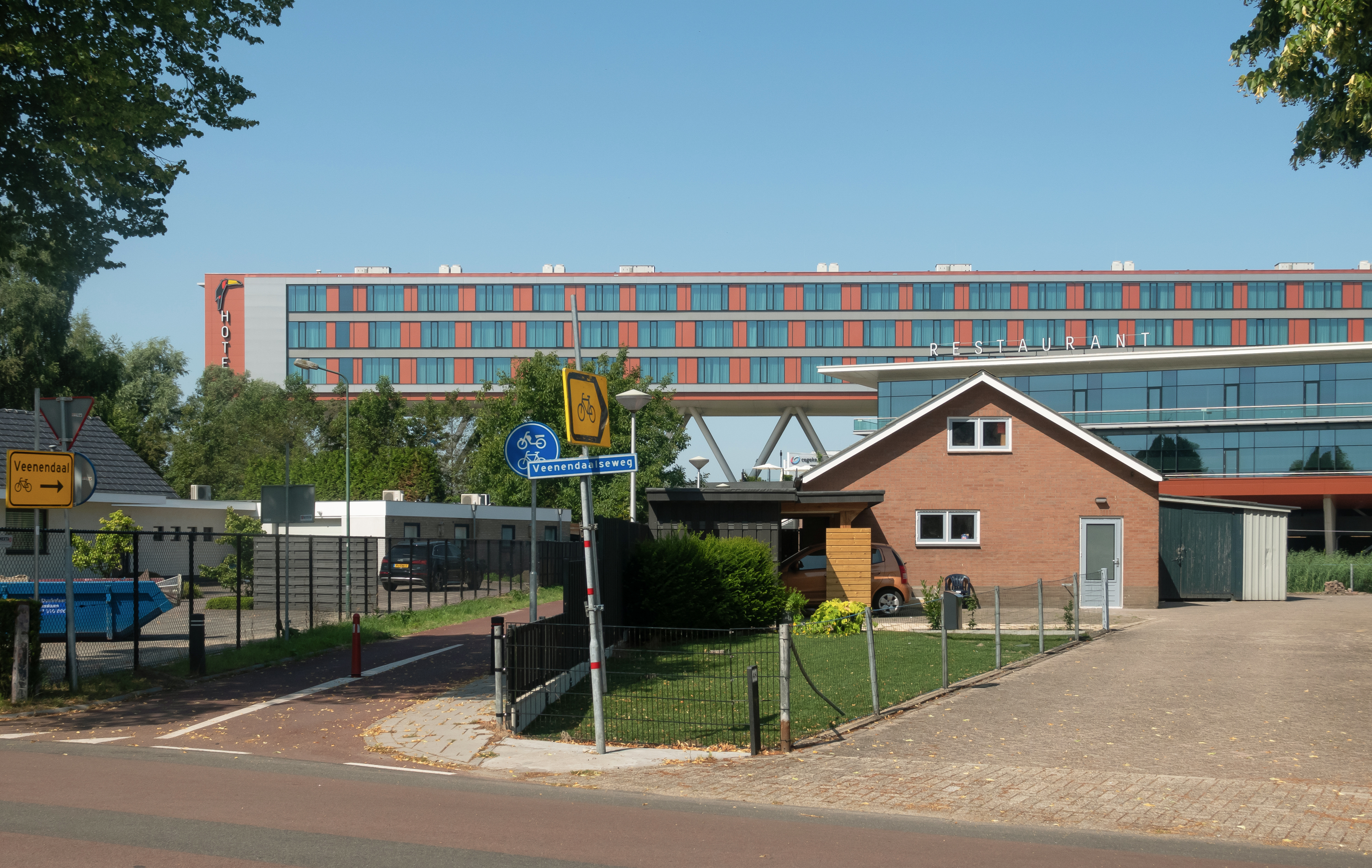
El hotel: Van der Valkhotel Veenendaal